# قشلاق قلعة جيق (ورغاهان)
قشلاق قلعة جيق (بالفارسية: قشلاق قلعه‌جیق) هي منطقة سكنية تقع في إيران في قسم ورغاهان الریفي. يقدر عدد سكانها بـ 46 نسمة .